# Ратавица
Ратавица (мкд. Ратавица) је насеље у Северној Македонији, у источном делу државе. Ратавица је у саставу општине Пробиштип.

## Географија
Ратавица је смештена у источном делу Северне Македоније. Од најближег града, Пробиштипа, насеље је удаљено 10 km источно.
Насеље Ратавица се налази у историјској области Злетово, у Злетовској котлини. Северно од насеља издижу се прва брда јужног дела Осоговских планина. Надморска висина насеља је приближно 430 метара. Западно од насеља тече Злетовска река доњим делом свог тока.
Месна клима је умерено континентална.

## Становништво
Ратавица је према последњем попису из 2002. године имала 277 становника.
Претежно становништво у насељу су етнички Македонци (97%), а остало су Срби.
Већинска вероисповест месног становништва је православље.